# Сич малаїтанський
Сич малаїтанський (Athene malaitae) — вид птахів родини совових (Strigidae). Ендемік Соломонових островів.

## Таксономія
Спочатку сич малаїтанський описаний під протонімом Ninox malaitae Ернстом Майром у 1931 році. Пізніше його вважали підвидом сови-голконога меланезійської (Athene jacquinoti). 10 липня 2021 року, під час оновлення еталонної класифікації 11.2, Міжнародний орнітологічний конгрес визнав його окремим видом.

## Поширення
Вид є ендеміком острова Малаїта на Соломонових островах, де він відомий принаймні з двох зразків, зібраних у лісі на висоті 900-1200 м, і, ймовірно, є рідкісним.